# السماء الحجرية
السماء الحجرية هي رواية فنتازيا علمية صدرت عام 2017 للمؤلفة  نورا جيميسين. حصلت الرواية على جائزة هوغو لأفضل رواية في عام 2018. تعتبر الرواية المجلد الثالث لسلسلة «الأرض المتحطمة» بعد المجلدات: الموسم الخامس وبوابة المسلة وكلاهما فُزن أيضا بجائزة هوغو.
الآراء حول الكتاب عند صدوره كانت إيجابية للغاية.

## بيئة القصة
كما هو الحال مع الكتب الأخرى في سلسلة «الأرض المتحطمة» فأحداث «السماء الحجرية» تجري في قارة عملاقة يسميها سُكانها «السُكون».
تُدمر النوازل الجيولوجية بإستمرار قارة السكون، وكل بضع مئات من السنين يصيبهم حدث شديد بما فيه الكفاية ليجلب شتاء بركاني عالمي يسمى «الموسم الخامس». بعض الشخصيات ويسمى الواحد منهم «أوروجين" لديها القدرة على التلاعب بالطاقات الجيولوجية على نطاق واسع وكذلك السحر على نطاق أصغر. لكنهم مضطهدين وأقلهم مُهابة ومع ذلك وبسبب جهودهم الإنسانية فقد بقوا طيلة المواسم ونجوا بأسها.